# Condado de Guaro
El condado de Guaro es un título nobiliario español creado por el rey Felipe IV el 28 de septiembre de 1648 a favor del presidente del Consejo Real Juan Chumacero y Carrillo.
Su nombre se refiere al municipio andaluz de Guaro, en la provincia de Málaga.

## Historia de los condes de Guaro
- Juan Chumacero y Carrillo (Madrid, 16 de noviembre de 1580-1660), I conde de Guaro.[1] embajador, presidente del Consejo Real de Castilla.[2]  Era hijo de Francisco Chumacero, catedrático de Vísperas de Leyes en la Universidad de Salamanca, oidor de la Chancillería de Granada, y fiscal y consejero del Consejo de Castilla, y de su esposa Catalina Carrillo Lasso de la Vega.[2]

Se casó con Francisca de Salcedo Calderón, hija de Diego López de Salcedo Manrique y de su esposa Juana Calderón Reinoso. Le sucedió su hijo:
- Diego Chumacero y Carrillo (m. Madrid, mayo de 1684), II conde de Guaro,[4] caballero de la Orden de Santiago, Veinticuatro de Granada y miembro del Consejo de Hacienda.

Se casó con Elvira Mesía de Loaysa, hija del I conde del Arco y de María Elvira Carrillo.  FUeron padres de varios hijos, pero todos murieron siendo niños.  Le sucedió su sobrina, hija única de su hermana Juana de Chumacero y Carrillo y de su esposo Tomás Manuel Jofre de Loaysa y Mesía, II conde del Arco.
- María Elvira de Loaysa y Chumacero, III condesa de Guaro,[4] III marquesa de Villafiel, III condesa del Arco, y III vizcondesa de Alba de Tajo.[5]

Se casó por poderes en Granada el 11 de junio de 1676, siendo su tercera esposa, con Félix Nieto de Silva (baut. Ciudad Rodrigo, 19 de julio de 1635-Orán, 11 de febrero de 1691), I marqués de Tenebrón, maestre de Campo, gobernador de Cádiz, miembro del Consejo de S.M. caballero de la Orden de Alcántara, gobernador de las Islas Canarias, hijo de Félix Nieto de Silva y de su segunda esposa, Isabel de Sáa. De este matrimonio nacieron tres hijos: María Elvira (Isabel), Tomasa y Francisco Nieto de Silva y Loaysa. El único hijo varón, Francisco, murió siendo un niño en 1694. Después de enviudar, María Elvira contrajo matrimonio con Francisco Ronquillo Briceño, II marqués de Villanueva de las Torres, pero Elvira falleció dos meses después. Le sucedió su hija:
- Isabel María Nieto de Silva y Loaysa (n. La Laguna, 30 de mayo de 1681), V condesa de Guaro,[7] V condesa del Arco[8][9]

Se casó en primeras nupcias con Tomás Pacheco Téllez-Girón y Mendoza, sin descendencia. Se casó en segundas con José de Luján Robles Guzmán Silva Toledo y Vicentelo, II conde de Castroponce. Contrajo un tercer matrimonio el 15 de agosto de 1709 en Madrid con Fernando Mariño de Lobera y Quirós, II marqués de la Sierra. De su tercer matrimonio tuvo un único hijo, Fernando Pablo Mariño de Lobera, que sucedió a su medio hermano, hijo del segundo matrimonio de su madre.
- Joaquín José de Luján y Nieto de Silva, VI conde de Guaro,[10] VI conde del Arco,[10] III conde de Castroponce,[11]  V marqués de Villafiel,[11] VIII señor de Villanueva de Messía, señor de Aldea de Alva de Balazote y de la Higueruela.[11]

Se casó en primeras nupcias con Isabel Sarmiento de los Cobos y Bolaños, sin descendencia, y en segundas con Mariana Belvís de Moncada e Ibáñez de Segovia Mendoza. De su segundo matrimonio tuvo una hija, María de Luján y Belvís de Moncada que fue la IV condesa de Castroponce, casada con Manuel Miguel Osorio Spínola, XV marqués de Alcañices, sin descendencia.  Le sucedió su medio hermano, hijo del tercer matrimonio de su madre.
- * Fernando Pablo Mariño de Lobeira y Nieto de Silva (1712-1769) VII conde de Guaro,  VI marqués de Villafiel, III marqués de la Sierra,[13] VII conde de Guaro, III vizconde de Albeos, señor de Arco, etc.[9]

Casó el 5 de septiembre de 1732, en Betanzos, con Micaela Pardo de Figueroa.
- María del Rosario Mariño de Lobera y Pardo de Figueroa (n. Pontevedra, 14 de noviembre de 1734),[9] VIII condesa de Guaro y VIII condesa del Arco.

Se casó el 5 de diciembre de 1751 con Antonio Patiño y Castro, hijo de Lucas Fernando Patiño Attendolo Bolognini, II marqués de Castelar, y de su esposa, María Josefa de Castro Rodríguez de Ledesma. Le sucedió su hijo:
- Ramón Fernando Patiño y Mariño de Lobera (Zaragoza, 25 de junio de 1753-Málaga, 9 de enero de 1817), IX conde de Guaro,[15] III marqués de Castelar grande de España (G.E.),[14] IX conde del Arco,[15]  V marqués de la Sierra,[15] VIII marqués de Villafiel,[15] XI señor de Villanueva de Messía[15] y gran Cruz de Carlos III en 1794.[16][14]

Se casó en Madrid el 20 de marzo de 1774 con Teresa Osorio y Spínola de la Cueva, hija de Manuel Juan Pérez Osorio, III marqués de Astorga, y de su esposa María Dominga Spínola y de la Cueva. Le sucedió su hijo:
- Ramón Rufino Patiño Pérez de Osorio (Madrid, 16 de noviembre de 1776-7 de octubre de 1833), X conde de Guaro,[18] IV marqués de Castelar grande de España,[14] X conde del Arco,[18] VI marqués de la Sierra,[18] IX marqués de Villafiel,[18] IV señor y conde de Belveder, señor de Villanueva de San Juan, adelantado mayor de Andalucía, alférez mayor de Valencia de Alcántara, caballero de la Orden de San Fernando, etc.[18]

Se casó en Madrid el 5 de enero de 1799 con María de los Dolores Ramírez de Arellano y Olivares, III marquesa de Villacastel de Carriás y dama de honor y de la Orden de María Luisa. Le sucedió su hijo:
- Luis Patiño y Ramírez de Arellano (Madrid, 19 de agosto de 1802-ibid. 10 de marzo de 1848), XI conde de Guaro,[18] V marqués de Castelar G.E.,[14] XI conde del Arco,[18] VII marqués de la Sierra,[18] X marqués de Villafiel,[18] XIII y último señor de Villanueva de Messía.[18]

Se casó en 19 de octubre de 1826 con su tía, María del Patrocinio Osorio y Zayas. Le sucedió su hijo:
- Nicolás Patiño Osorio (Madrid, 11 de julio de 1830-ibid. 13 de julio de 1875) XII conde de Guaro,[19]  VI marqués de Castelar,[14] VIII marqués de la Sierra,[19] senador vitalicio, caballero de la Orden de Carlos III y gentilhombre de cámara con ejercicio.[19]

Contrajo matrimonio el 16 de marzo de 1862 con María de los Dolores de Mesa y Queralt.
- Luis María de los Ángeles Patiño y de Mesa (1863-27 de septiembre de 1940), XIII conde de Guaro,[19] VII marqués del Castelar,[14] IX marqués de la Sierra.[19]

Se casó el 10 de enero de 1889 con María de la Concepción Fernández-Durán y Caballero. Cedió el título del condado de Guaro a su hijo Andrés Patiño y Fernández-Durán (29 de noviembre de 1903-fusilado en Paracuellos del Jarama el 26 de noviembre de 1936), pero el título no fue convalidado. Le sucedió su hijo:
- Francisco de Borja Patiño y Fernández Durán (El Espinar, 11 de julio de 1904-Madrid, 27 de junio de 1958), XIV conde de Guaro por decreto de convalidación del 18 de noviembre de 1949.[19]

Se casó con María de los Dolores de Arrróspide y Arróspide (m. 6 de julio de 1953), XVII vizcondesa de Perellós. Le sucedió en 1963, de su hermano Alfonso Patiño y Fernández-Durán, X marqués de la Sierra, y de su esposa María Covarrubias y Castillo, el hijo de ambos, por tanto su sobrino:
- Luis Patiño y Covarrubias (m. 5 de diciembre de 1985), XV conde de Guaro,[19][20]  VIII marqués del Castelar, XII marqués de Villafiel[19] y XI marqués de la Sierra.[19]

Se casó en 11 de julio de 1956 con María del Pino Muguiro y Liniers. En 30 de junio de 1987 le sucedió su hijo:
- Alfonso Patiño y Muguiro (n. Burgos, 18 de julio de 1959), XVI conde de Guaro,[19][21] y IX marqués de Castelar.[14][19]

Se casó el 8 de octubre de 1986 con Mónica de Tornos y Arroyo.